# Kachachkut
Kachachkut (in armeno Կաճաճկուտ?) è un comune di 537 abitanti (2001) della Provincia di Lori in Armenia.